# Bahnhof Mülheim (Ruhr)-Speldorf
Der Bahnhof Mülheim (Ruhr)-Speldorf ist ein heute nicht mehr im Personenverkehr bedienter Bahnhof im Mülheimer Stadtteil Speldorf. Ursprünglich verlief hier die seit 1866 bestehende Bahnstrecke Osterath–Dortmund Süd. Zudem startete hier die Bahnstrecke Mülheim-Speldorf–Troisdorf, letztere ist im Bereich des Bahnhofs Speldorf jedoch stillgelegt. 

## Lage
Der Bahnhof Mülheim-Speldorf liegt an der Grenze der Mülheimer Stadtteile Broich und Speldorf. Bahnsteiggleise sind heute nicht mehr existent. Betriebene Gleise liegen heute im Bahnhof noch drei. Der Bahnhof befindet sich am Abzweig der Bahnstrecke Osterath–Dortmund Süd zum Rhein-Ruhr-Hafen. 

## Geschichte
Der Bahnhof wurde 1874 wurde im Zuge der Eröffnung der Bahnstrecke Mülheim-Speldorf–Troisdorf in Betrieb genommen. 1885 wurde in Richtung Mülheim Hbf kurz nach dem Bahnhof Speldorf eine Verbindungskurve zwischen den Bahnhöfen Speldorf und Broich an der unteren Ruhrtalbahn geschaffen. Mit der Eingemeindung von Speldorf nach Mülheim änderte sich der Name von „Speldorf“ in „Mülheim-Speldorf“. Im Jahr 1927 wurde der Rhein-Ruhr-Hafen an den Bahnhof angeschlossen. Nachdem im Zweiten Weltkrieg die Ruhrbrücke für die untere Ruhrtalbahn zerstört worden war, fuhren die Züge der unteren Ruhrtalbahn von Broich aus zum Bahnhof Speldorf und endeten hier. Nachdem 1954 die Ruhrbrücke Richtung Styrum wieder aufgebaut worden war, endeten die Züge sowohl in Speldorf als auch in Styrum. 1966 wurde der Personenverkehr in Richtung Mülheim Hbf eingestellt, 1968 im Zuge der Stilllegung der unteren Ruhrtalbahn auch Richtung Kettwig. In Richtung Broich wurde die Verbindungskurve schon bald abgebaut. 1971 fuhr schließlich der letzte Personenzug im Bahnhof Speldorf Richtung Düsseldorf ab. Seitdem verkehren hier nur noch Güterzüge. Im Jahr 2002 wurde der Abschnitt vom Abzweig zum Hafen in Richtung Mülheim Hbf stillgelegt. Die Strecke nach Duisburg-Wedau ist inzwischen auch stillgelegt. Einzig der Abschnitt vom Hafen in Richtung Osterath ist heute noch in Betrieb und wird für den Güterverkehr genutzt.

## Verkehr
Wie oben schon beschrieben, verkehren hier nur noch Güterzüge von Duisburg-Hochfeld zum Hafen. Auf der Duisburger Straße befindet sich noch die Haltestelle Speldorf Bahnhof. Hier hält die Straßenbahnlinie 901 der Duisburger Verkehrsgesellschaft in Richtung Mülheim Hbf und Duisburg und die Nachtbuslinie NE9 der Ruhrbahn (bis 2017 Mülheimer VerkehrsGesellschaft, kurz MVG) Richtung Mülheim Stadtmitte und weiter nach Essen und in die andere Richtung zum Duisburger Hbf. Bis 2016 fuhr hier außerdem die Buslinie 134 der MVG zwischen dem Hafen und Mintard.
| Linie | Verlauf | Takt (Mo–Fr) | Betreiber  |     |
| ----- | --- | ------------ | ---------- | --- |
| 901   | DU-Obermarxloh – Marxloh Pollmann – Bruckhausen – Beeck – Laar – Scholtenhofstraße1 – Ruhrort Bf – Ruhrort Friedrichsplatz – Kaßlerfeld – Rathaus – König-Heinrich-Platz – Duisburg Hbf – Zoo/Uni2 – Mülheim-Raffelberg – Speldorf – Schloß Broich – MH-Stadtmitte – Mülheim Hbf Zur HVZ mit zusätzlicher Fahrt zwischen 1 und 2 jeweils 5 Minuten abweichend auf den Regeltakt | 15 min       | 15 Minuten | DVG |
| NE9   | Duisburg Hbf Osteingang – Zoo/Uni – Mülheim-Raffelberg – Speldorf – Schloß Broich – MH-Stadtmitte – Dieter-aus-dem-Siepen-Platz – Aktienstraße – Winkhausen – Essen Abzweig Aktienstraße | 60 min       | Ruhrbahn   |     |